# Hypercepon guamensis
Hypercepon guamensis är en kräftdjursart som beskrevs av Danforth 1972. Hypercepon guamensis ingår i släktet Hypercepon och familjen Bopyridae. Inga underarter finns listade i Catalogue of Life.